# Главкий (офицер)
Главкий (др.-греч. Γλαυκίας; IV век до н. э.) — македонский военачальник. В битве при Гавгамелах 331 году до н. э. командовал илой гетайров на правом фланге. Впоследствии стал фрурархом Амфиполя. На этом посту по приказу диадоха Кассандра убил малолетнего сына Александра Македонского с матерью Роксаной.

## Биография
По происхождению Главкий был македонянином. Впервые он упомянут в качестве иларха тяжёловооружённой конницы гетайров на правом фланге во время битвы при Гавгамелах 331 года до н. э. Его ила была расположена между царской илой под командованием Клита и илой Аристона.
По мнению Г. Берве и В. Хеккеля, Главкий-военачальник Александра Македонского мог быть идентичен фрурарху Амфиполя на службе у диадоха Кассандра. Диодор Сицилийский назвал Главкия «одним из самых надёжных приверженцев» Кассандра, которому тот доверил охрану находившихся под стражей малолетнего сына Александра Македонского и его матери Роксаны. По достижении царевичем совершеннолетия его дальнейшее существование стало представлять угрозу для диадохов, разделивших империю, поэтому Кассандр отдал тайное поручение лишить юного Александра и его мать жизни, после чего надёжно спрятать их тела. Этот приказ был исполнен Главкием. Согласно данным из различных источников, Роксана и Александр IV были убиты кинжалом либо отравлены.
В историографии существует несколько версий о дате убийства Александра IV Главкием. А. С. Шофман отмечал, что убийство произошло после заключения мирного соглашения между диадохами между 311 и 309 годами до н. э. И. Ш. Шифман датировал событие 311 годом до н. э., В. Хеккель — 310 годом до н. э., Ф. Шахермайр — 309 годом до н. э.